# 偉大的遺產
《偉大的遺產》（韓語：위대한 유산）是韓國廣播公司第2頻道於2006年5月3日起播放的水木迷你連續劇。

## 劇情介紹
姜賢世是個小混混，可是有一天，她母親離世並留下了一間幼兒園給他，條件是他要在幼兒園做滿100天。賢世不願接管，但他的老大看中了在那附近的發展計劃，需要幼兒園的地皮，賢世唯有硬著頭皮在那當老師。幼兒園的監督高雅娜和老師柳美萊知道了他的計劃，為了保護幼兒園，她們處處與賢世作對。
賢世與美萊在幼兒園的關係由最初是冤家，到現在愈來愈變得親密，美萊了解到賢世其實是一個善良的人，但就在此時，美萊又再遇上了幾年前離她而去的初戀情人崔時煥......

## 人物介紹

### 主要人物
- 金載沅 飾 姜賢世

從小養成「做事不行就算了」的態度，最不喜歡「認真」兩個字。他認為頭不是用來思考的，而是來頂別人，因這樣的緣故，母親常被叫到學校。他的性格來自不幸的童年，因父母親的離婚，由此心靈受到傷害，因此不知不覺地成為黑社會的混混，過著沒有明天的生活。母親突然死亡後，他繼承了母親的幼稚園。他從不去關心愛護別人，也從未真正愛過女人。在幼稚園裏認識美萊，成為歡喜冤家。看著美萊一直等著初戀情人時煥，雖然生氣，但並不承認自己喜歡美萊。為了美萊，傷心流淚，但是在她的面前行動總是相反的。終於明白自己已愛上了美萊，但是想到自己是黑社會的混混，第一次討厭這樣的自己。他想要表達出心意時，總感到害羞。這時，美萊握起他的手，表示要一起參加幼稚園拯救行動。
- 韓志旼 飾 柳美萊

柳美萊是做什麼事情從不放棄的盡責老師。她特別喜歡「認真」兩個字，當然每一次的結果並不都是好的，雖然總出錯，但最可愛的地方就是馬上承認錯誤。剛剛步入社會，三個月前來到這個幼稚園。她非常喜歡孩子，特別是因為在院長的資助下完成高中學業，所以對幼稚園更有家庭的感覺。因從小失去父母，所以最羡慕熱鬧的家庭。幼稚園對她並不是工作的地方，而是長久以來夢想的家人。某天她對幼稚園的生活興致勃勃的時候，姜賢世出現了，但這個討厭的傢伙竟然被迫要和和孩子 們一起吃喝玩樂。他的出現，並沒讓人感覺到園裡增加了一名輔導老師，而是多了一個孩子。她自己成長背景的緣故，所以常常自誇來安慰自己。「今天本來很想吃冰淇淋，但是喝了綠茶，你做的很好」這樣的稱讚方法對付孩子們非常有效。下課後讓孩子們每人自己誇自己一句。沒想到那個討厭的傢伙說了一句安慰的話，「休息一會吧，你已經很努力了」。雖然美萊有個一直忘不了的初戀情人，但她的感情上因為賢世出現而有了轉變。
- 李美淑 飾 高雅娜

高雅娜除了結婚之外，對於教育方面是一流的專業人士。她對教育的熱情是別人無法相比的，於是當了幼稚園主任之後，一旦有新的課程，不管園長說什麼，都堅持與積極的進行。因此家長們信任她的教育方式，所以也支持她的意見。高雅娜不只是教育專家，雖然經濟上有所困難，但是要配合貴婦家長們的風格，於是硬抽時間去東大門溝買仿冒牌包包與看起來高貴優雅的服飾。不料的是，園長的去世，突然來了一個小混混竟然是繼承了幼稚園。她不能承認這個事實，而且這個幼稚園對她而言是生命一樣。於是她展開驅逐姜賢世，想獨自經營幼稚園的計畫。
- 金智勳 飾 崔時煥

家境良好，從小聰明機智，一流大學畢業，且去美國取得了MBA AICPA CFA等課程的優秀人才。在美國時，被一家建築公司採取。回韓國後，第一個任務是開發新土地的企劃案。他的野心頗大，為了要得到鄭社長的承認與信任，於是他不擇手段。但是做事情總是會有障礙出現，當他進行調查時發現，他的前女友柳美萊正在幼稚園的當老師，而且還愛戀著他，她看起來還是如此甜蜜可愛，於是他利用這弱點來進行讓幼稚園關門的行動。

### 其他人物
- 張鉉誠 飾 張萬鎬
- 邊希峰 飾 鄭日道
- 孫炳昊 飾 蘇東坡
- 鄭泰祐 飾 飛魚
- 金鎮洙 飾 具俊益
- 黃錫奎 飾 千尚植
- 陳智熙 飾 具東珠
- 柳妍美 飾 韓藝書
- 申東宇 飾 陳景浩
- 盧賢希（朝鲜语：노현희） 飾 承賢母
- 河珠熙 飾 陳如靜

景浩的媽媽

## 收視率
| 集數     | 播放日期   | 收視率 |
| -------- | ---------- | ------ |
| 第1集    | 2006/05/03 | 7.1%   |
| 第2集    | 2006/05/04 | 8.0%   |
| 第3集    | 2006/05/10 | 6.6%   |
| 第4集    | 2006/05/11 | 6.5%   |
| 第5集    | 2006/05/17 | 8.4%   |
| 第6集    | 2006/05/18 | 8.6%   |
| 第7集    | 2006/05/24 | 9.6%   |
| 第8集    | 2006/05/25 | 9.0%   |
| 第9集    | 2006/05/31 | 8.4%   |
| 第10集   | 2006/06/01 | 10.1%  |
| 第11集   | 2006/06/07 | 8.4%   |
| 第12集   | 2006/06/08 | 10.3%  |
| 第13集   | 2006/06/15 | 7.9%   |
| 第14集   | 2006/06/21 | 10.0%  |
| 第15集   | 2006/06/22 | 8.9%   |
| 第16集   | 2006/06/28 | 10.1%  |
| 第17集   | 2006/06/29 | 11.6%  |
| 平均收視 | 平均收視   | 8.8%   |

## 外部連結
- 韓國KBS（页面存档备份，存于） 
- 台灣緯來（页面存档备份，存于） （繁體中文）

| KBS 2TV 水木劇                            | KBS 2TV 水木劇                                 | KBS 2TV 水木劇 |
| ----------------------------------------- | ---------------------------------------------- | -------------- |
|                                           | 偉大的遺產 （2006年5月3日 - 2006年6月29日）    |                |
| 再見獨奏 （2006年3月1日 - 2006年4月20日） | 透明人間崔長洙 （2006年7月5日 - 2006年9月7日） |                |

| 臺灣 緯來戲劇台 週一至五 22:00 - 23:00       | 臺灣 緯來戲劇台 週一至五 22:00 - 23:00        | 臺灣 緯來戲劇台 週一至五 22:00 - 23:00 |
| -------------------------------------------- | --------------------------------------------- | -------------------------------------- |
|                                              | 偉大的遺產 （2006年11月8日 - 2006年12月13日） |                                        |
| 1%的可能性 （2006年9月22日 - 2006年11月7日） | 戀愛時代 （2006年12月14日 - 2007年1月16日）   |                                        |